# Torla
Torla é um município da Espanha na província de Huesca, comunidade autónoma de Aragão, de área 169,2 km² com população de 319 habitantes (2007) e densidade populacional de 1,70 hab/km².
É uma das localidades mais pitorescas dos Pirenéus Aragoneses e a porta de entrada no Parque Nacional de Ordesa e Monte Perdido. Torla encontra-se na província de Huesca, a 1033 metros de altitude. Está flanqueada por cinco picos e frondosos bosques de pinheiros, um paraíso natural onde se poden praticar desportos de aventura como caminhadas, canoagem ou rafting. 

No plano turístico, possui ruas inclinadas de estilo medieval, uma bela igreja romântica e casas típicas de montanha com chaminés.

## Demografia
| Variação demográfica do município entre 1991 e 2004 | Variação demográfica do município entre 1991 e 2004 | Variação demográfica do município entre 1991 e 2004 | Variação demográfica do município entre 1991 e 2004 |
| --------------------------------------------------- | --------------------------------------------------- | --------------------------------------------------- | --------------------------------------------------- |
| 1991                                                | 1996                                                | 2001                                                | 2004                                                |
| 363                                                 | 344                                                 | 347                                                 | 315                                                 |